# جنگ داخلی یمن شمالی
انقلاب ۲۶ سپتامبر یا جنگ یمن یا جنگ داخلی شمال یمن (عربی: ثورة ۲۶ سبتمبر) انقلابی است که ضد پادشاهی متوکلی یمن در شمال یمن سال ۱۹۶۲ صورت گرفت و خلال آن بین گروهای وابسته به پادشاهی متوکلی یمن و بین گروهای وابسته به جمهوری عربی یمن درگیری درگرفت. این جنگ هشت سال (۱۹۶۲ - ۱۹۷۰) به طول انجامید. سرانجام نیروهای جمهوری‌خواه در پایان جنگ به قدرت رسیدند و پادشاهی به پایان رسید و جمهوری عربی یمن بر پا شد. جنگ پس از انقلاب عبدالله السلال بر محمد البدر حمید الدین و اعلانش مبنی بر آغاز جمهوری آغاز شد. محمد البدر نیز به سعودی رفت و دست به انقلاب تلافی‌جویانه با پشتیبانی سعودی زد.